# Gamow (månekrater)
Gamow er et stort nedslagskrater på Månen. Det befinder sig på den nordlige halvkugle på Månens bagside og er opkaldt efter den amerikanske fysiker George Gamow (1904 – 1968).
Navnet blev officielt tildelt af den Internationale Astronomiske Union (IAU) i 1970. 

## Omgivelser
Gamowkrateret ligger sydøst for den bjergomgivne slette Schwarzschildkrateret.

## Karakteristika
Krateret er nedslidt og eroderet med en rand, som er blevet ramt af mange senere nedslag. Satellitkrateret Gamow V er forbundet med dens vestlige yderside, og det sammensluttede kraterpar Gamow A og Gamow B ligger over den nordøstlige side. Den østlige rand er den mest beskadigede, mens den vestlige er fri for nedslag. Den vestlige kratervæg udviser et fint furet mønster, men er ellers uden særpræg. Nær kratermidten findes et palimpsest (spøgelseskrater), som kun viser sig som toppen af en rand, der stikker op af den ellers forholdsvis jævne overflade.

## Satellitkratere
De kratere, som kaldes satellitter, er små kratere beliggende i eller nær hovedkrateret. Deres dannelse er sædvanligvis sket uafhængigt af dette, men de får samme navn som hovedkrateret med tilføjelse af et stort bogstav. På kort over Månen er det en konvention at identificere dem ved at placere dette bogstav på den side af satellitkraterets midte, som ligger nærmest hovedkrateret. Gamowkrateret har følgende satellitkratere:
| Gamow | Længde  | Bredde   | Diameter |
| ----- | ------- | -------- | -------- |
| A     | 67,3° N | 148,8° Ø | 31 km    |
| B     | 66,4° N | 149,5° Ø | 26 km    |
| U     | 66,7° N | 137,0° Ø | 39 km    |
| V     | 66,3° N | 139,7° Ø | 49 km    |
| Y     | 67,8° N | 143,9° Ø | 27 km    |

## Måneatlas
- USGS-kort